# Zuid-Afrikaanse parlementsverkiezingen 1984
De Zuid-Afrikaanse parlementsverkiezingen van 1984 waren verkiezingen voor twee kamers van het Driekamerparlement van het Zuid-Afrikaans parlement, te weten de Raad van Vertegenwoordigers, de kamer voor de Kleurlingen en de Raad van Afgevaardigden, de kamer voor de Indiërs. De Volksraad, de kamer voor de blanken, was al in 1981 gekozen.
De verkiezingen voor de Raad van Vertegenwoordigers, gehouden op 22 augustus 1984, werden gewonnen door de belangrijkste Kleurlingenpartij, de Labour Party (Arbeiderspartij) van dominee Alan Hendrickse die 76 van de 85 zetels wist te veroveren. De Labour Party was fel gekant tegen apartheid. De opkomst was overigens zeer laag: maar 18% van de Kleurlingen maakte de gang naar de stembus.
De verkiezingen voor de Raad van Afgevaardigden, gehouden op 28 augustus 1983, werden gewonnen door de National People's Party, die 18 zetels veroverde en Solidarity, die 17 zetels veroverde. Beide partijen wezen apartheid van de hand en kwamen op voor de rechten van de Indiërs. In totaal telde het Indiërparlement 45 zetels. De opkomst was maar 20%.
De verkiezingen waren een fiasco voor het apartheidsbewind van premier Pieter Willem Botha (Nasionale Party).

## Verwijzing
1. ↑  Winkler Prins Encyclopedisch Jaarboek 1985, door: red. Winkler Prins, blz. 328

Parlementsverkiezingen: 1910 · 1915 · 1920 · 1921 · 1924 · 1929 · 1933 · 1938 · 1943 · 1948 · 1953 · 1958 · 1961 · 1966 · 1970 · 1974 · 1977 · 1981 · 1984 · 1987 · 1989 · 1994 · 1999 · 2004 · 2009 · 2014 · 2019 · 2024

Referenda: 1960 · 1983 · 1992